# Саломея (п'єса)
«Саломея» (фр. Salomé) — трагедія ірландського письменника Оскара Вайлда. П'єсу написано французькою мовою 1891 року. Вперше опублікована 1893 року в Парижі, англійська версія п'єси побачила світ 1894-го.
Джерелом для написання твору послужила розповідь з Нового Заповіту, ув'язнення та обезголовлення Івана Хрестителя після танцю малолітньої Саломії на Cвяті у Ірода.

## Історія твору
Оскар Вайлд написав «Саломею» французькою мовою взимку 1891 року (саме в цей період він проживав у Парижі). 1892 року почалася підготовка постановки п'єси в Лондоні, де головну роль мала виконати Сара Бернар, відома французька актриса. Проте, через британську цензуру (на сцені заборонялося грати біблійних персонажів), постановку п'єси довелося скасувати. Вперше п'єсу поставили на сцені 1896 року в паризькому театрі «Творчість» (фр. Théâtre de l'Œuvre), коли Оскар Вайлд саме відбував своє покарання в Редінзькій в'язниці за «особливо непристойну поведінку». Британська цензура щодо п'єси тривала аж до 1931 року.
Вперше п'єсу опубліковано 1893 року в Парижі, англійська ж версія вийшла друком на рік пізніше (1894). Оскар Вайлд доручив переклад твору англійською Альфреду Дуґласу, але через невдалу спробу останнього, він все-таки мусив втрутитися та підкорегувати англійський текст. Ілюстрації до видання здійснив Обрі Бердслі, британський художник ..

## Дійові особи
| - Ірод Антипас, тетрарх Юдеї. - Йоканаан, пророк. - Молодий сирієць, капітан сторожі. - Таґеллін, молодий римлянин. - Каппадокієць - Нубієць - Перший жовнір - Другий жовнір | - Паж Іродіади - Євреї, назаретці та ін. - Невільник - Нааман, кат - Іродіада, жінка тетрарха - Саломея, донька Іродіади - Невільниці Саломеї |

## Сюжет
Гнітюча атмосфера вечора. Декілька другорядних персонажів обговорюють появу княжни Саломеї на Іродовому бенкеті. З цистерни-в'язниці їхню бесіду перериває голос Йоканаана, який повідомляє про майбутній прихід провісника. На сцені з'являється княжна Саломея. Вона наказує звільнити Йоканаана. Між ними зав'язується діалог і Саломея декілька разів хоче поцілувати в'язня в уста, але той відмовляє їй та відповідає прокльонами. Таким чином простежується конфлікт між язичницьким світом Римської Імперії та християнськими цінностями, які передвіщає Йоканаан.
У пошуках Саломеї, на сцену виходить Ірод. Він просить княжну станцювати для нього. Саломея погоджується, але за умови, що останній потім здійснить будь-яке її бажання. Виконавши прохання Ірода, Саломея каже: «Бажаю, щоб принесли мені на срібному полумиску голову Йоканаана». Саломея так мститься в'язню за те, що він не відповів їй взаємністю на її бажання. На княжну падає промінь місячного світла і вона тріумфально бере відрубану голову та промовляє: «Я поцілувала твої уста, Йоканаане». П'єса закінчується наказом Ірода: «Вбийте сю жінку».

## Ілюстрації до п'єси (Обрі Бердслі)
Ілюстрації Бердслі до п'єси «Саломея» — одні з найвідоміших робіт митця. Загалом, митець створив двадцять оригінальних ілюстрацій, які супроводжували п'єсу та відображали його самостійне бачення тексту. Проте, існують щонайменше дві суттєві розбіжності між текстом та малюнками:
- стилістика — біблійна тематика поєднана з японською графікою та сучасними предметами туалету («Туалет Саломеї», «Похорон Саломеї» тощо);
- невідповідність художніх світів — наприклад, на ілюстрації «Жінка в місяці» не зрозуміло, яке відношення до п'єси мають зображення чоловіка та жінки.[4]

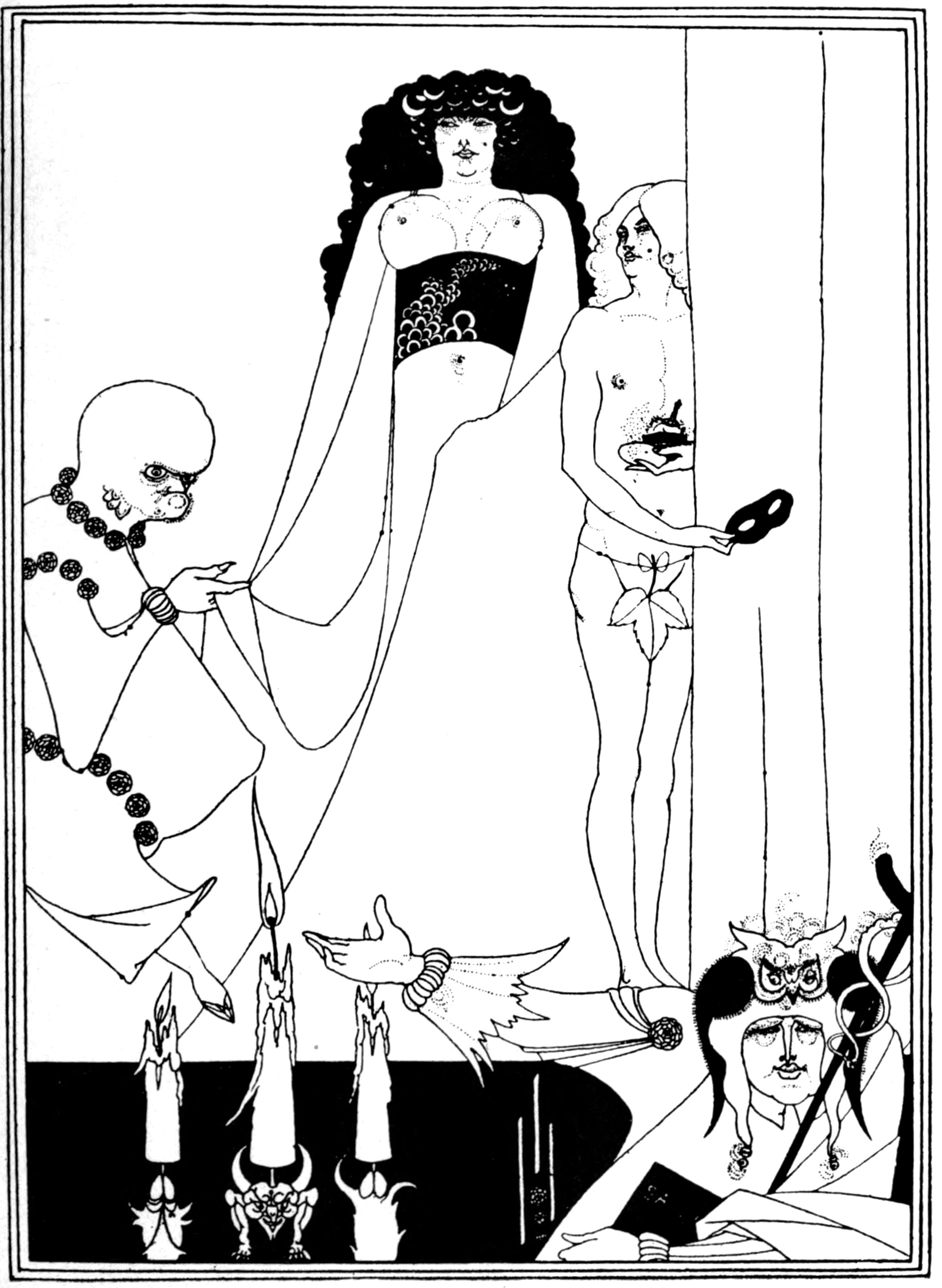
Вхід Іродіади
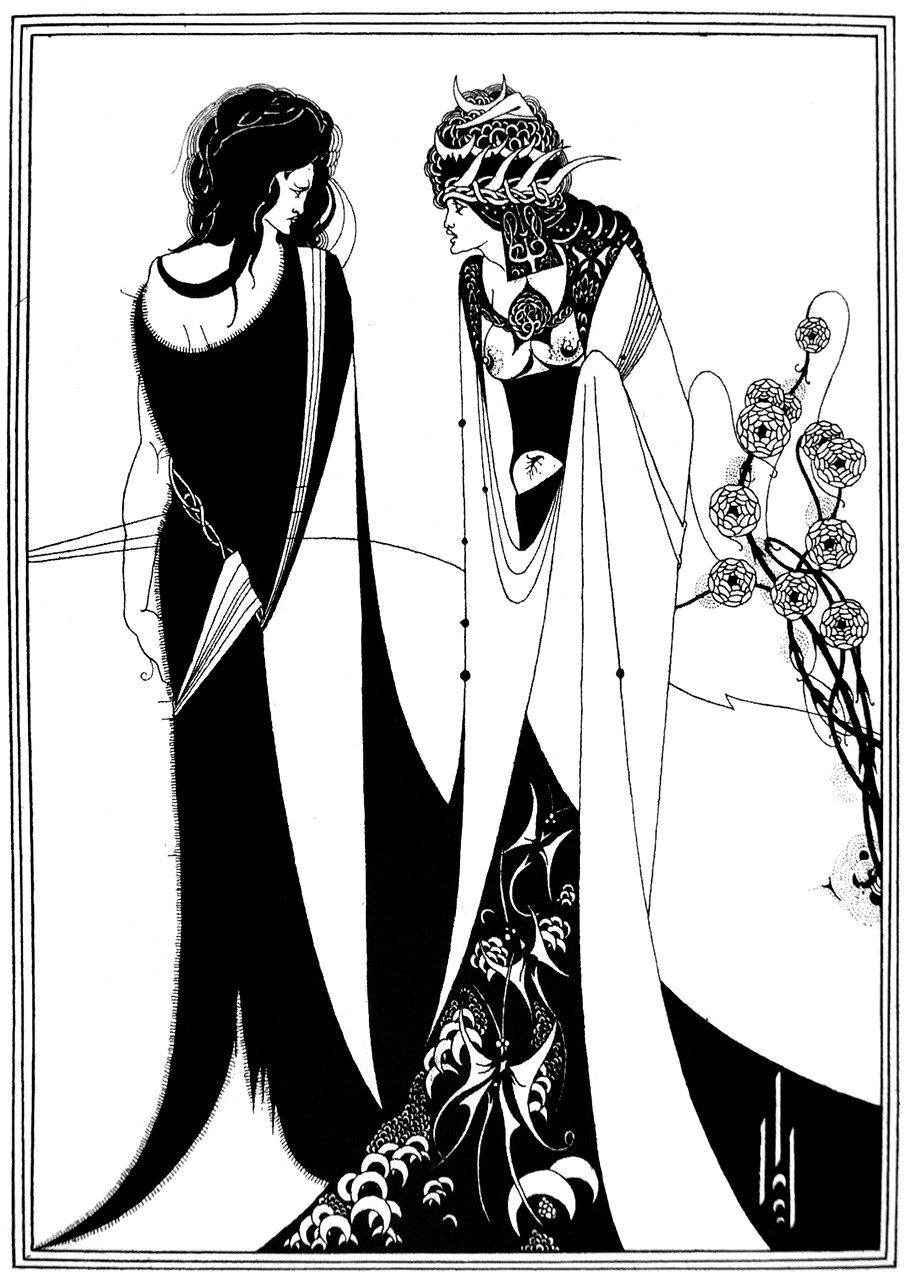
Йоканаан і Саломея
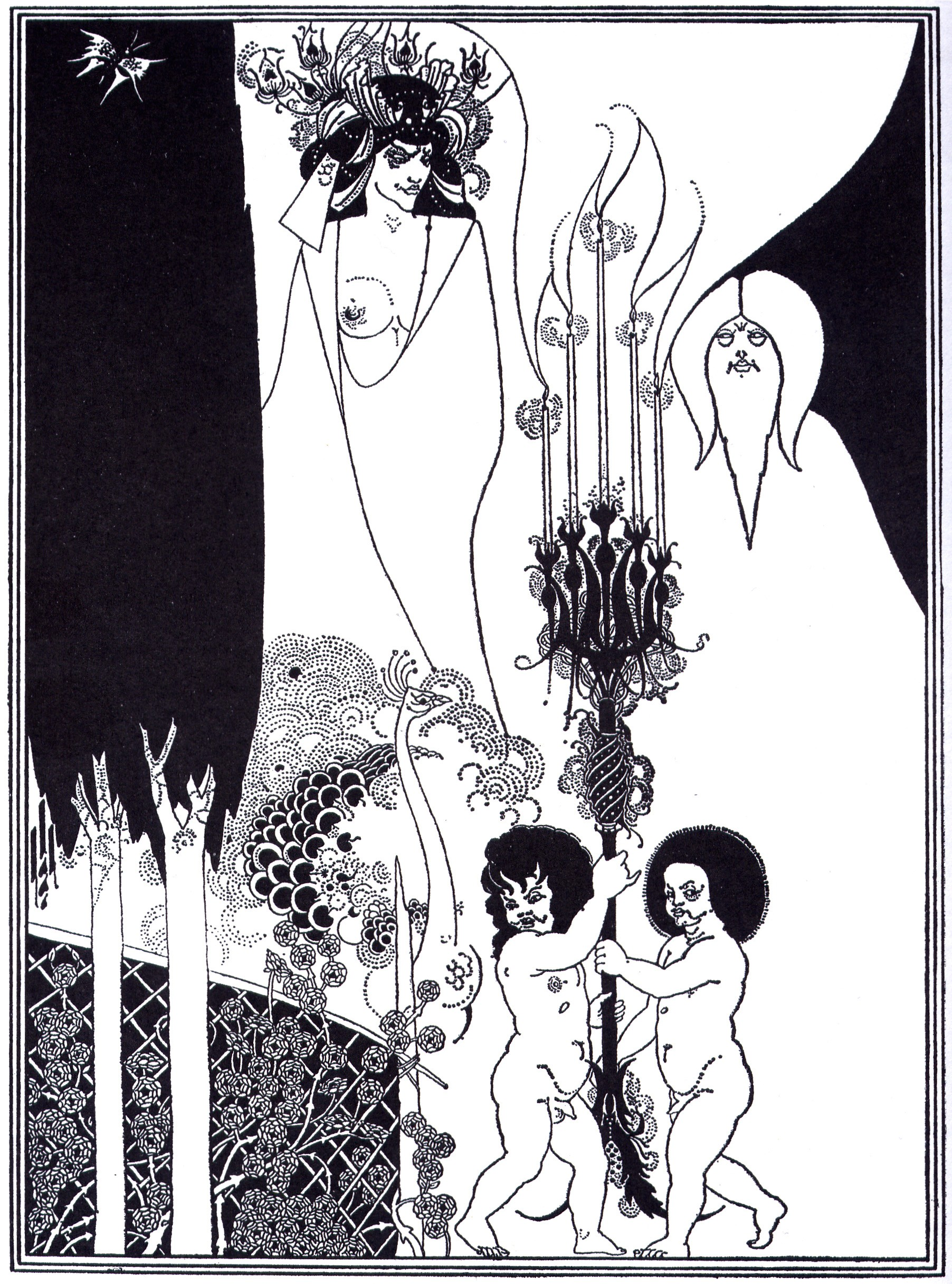
Очі Ірода
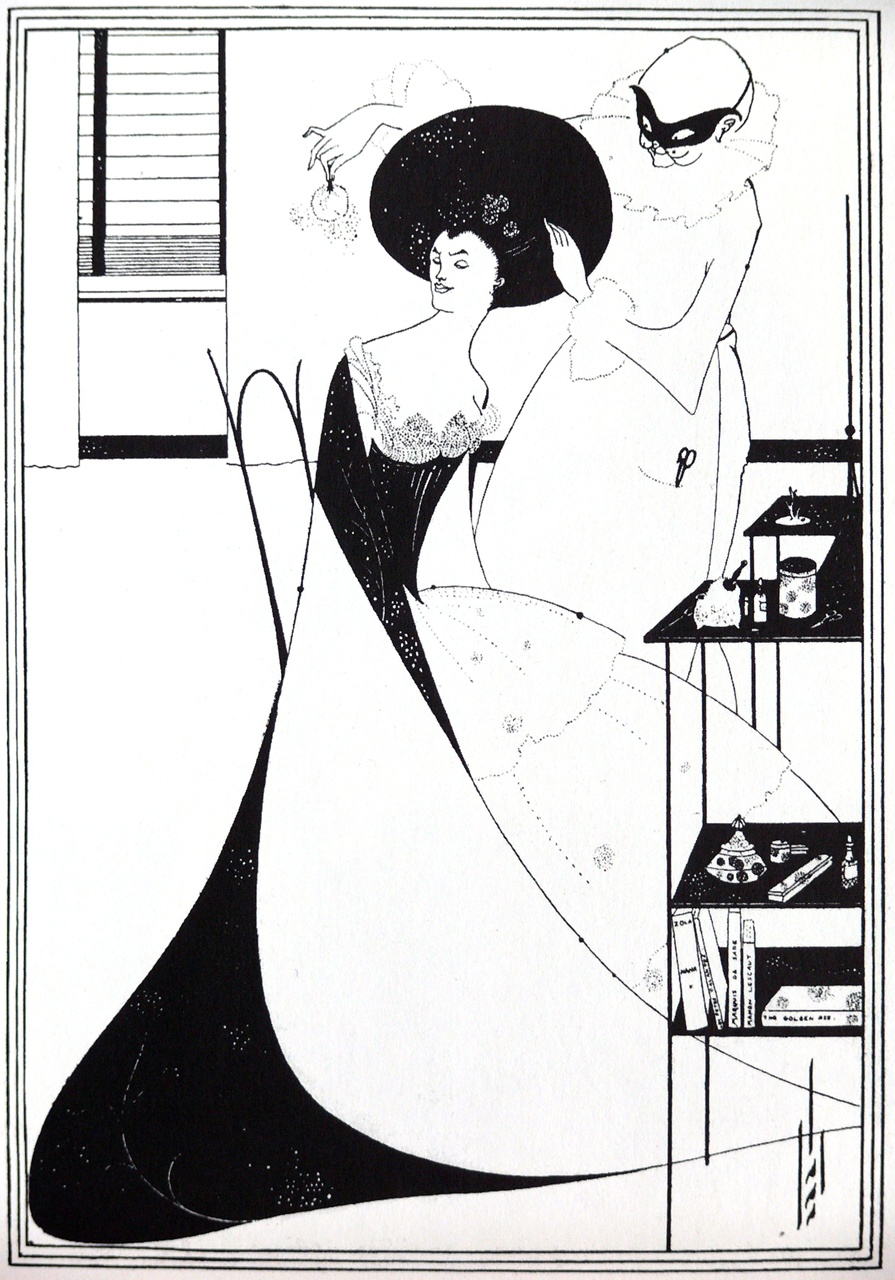
Туалет Саломеї
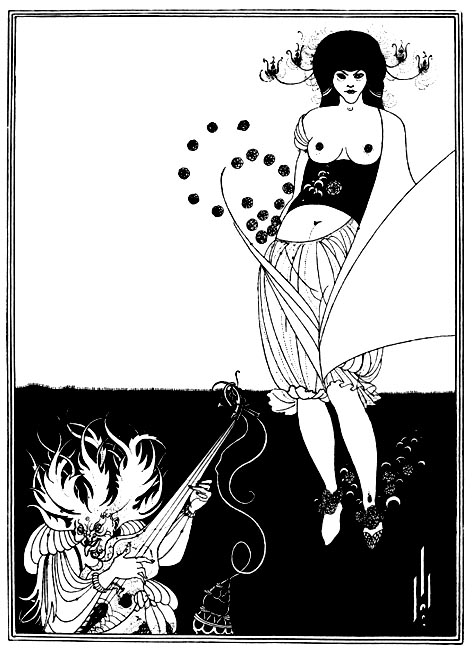
Танець живота
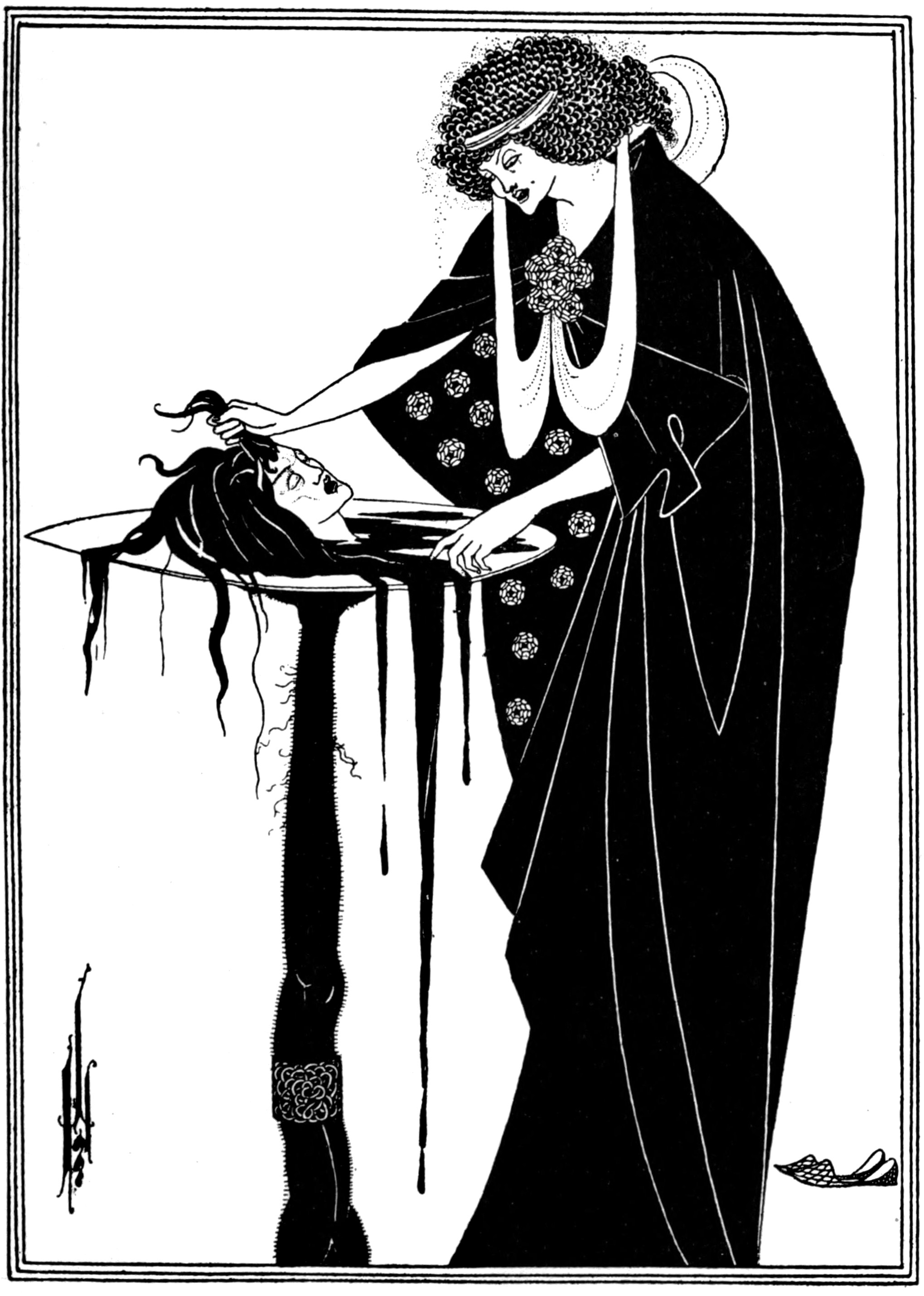
Нагорода танцівниці

## Адаптації
1905 року на основі німецького перекладу «Саломеї» Ріхард Штраус написав однойменну оперу. Харківському композитору Борису Яновському належить можливе авторство опери «Саломея», написаної на основі однойменної п'єси Оскара Вайлда. Незважаючи на те, що Б. Яновський в «Автобіогрфії» не включив музичну драму до списку своїх творів, у програмі концерту Одеського відділення ІРМТ 1910 року згадується виконаний фрагмент з опери «Саломея» під назвою «Бенкет Ірода».

## Переклади українською
- Переклад «Саломеї» Івана Кревецького з Літературно-наукового вістника. — 1904. — № 25[7]
- Уайльд, Оскар. Сальоме [Текст]: драма / О. Уайльд. — К.; Ляйпціг: Українська Накладня; Коломия: Галицька Накладня, 1919. — 94 с.
- Саломея / Оскар Вайлд; Переклав Богдан Лепкий; Редакція перекладу і вступна стаття Ігоря Костецького / Н. Ульм: видання «На горі», 1957
- Оскар Вайлд. «Саломея». — Львів : «Видавництво Анетти Антоненко», 2018. — 80 с. — («Колекція. Театральна») — ISBN 978-617-719-297-7. (переклад з англійської — Катерина Міхаліцина)[8]